# Jauge de déformation
Pour les articles homonymes, voir Jauge.

Jauge de déformation.

Le but des extensomètres (ou jauges extensométriques) à fils résistants ou jauges résistives de déformation (ou, abusivement, jauges de contrainte) est de traduire la déformation d'une pièce en variation de résistance électrique (plus les extensomètres s'étirent, plus leurs résistances augmentent). Elles consistent en des spires rapprochées et sont généralement fabriquées à partir d'une mince feuille métallique (quelques µm d'épaisseur) et d'un isolant électrique, que l'on traite comme un circuit imprimé (par lithographie et par attaque à l'acide).

## Présentation de la relation contrainte-déformation
Les jauges de déformation permettent de mesurer de faibles déformations. De fait, elles ne servent en pratique que dans le domaine élastique.
D'un point de vue macroscopique, on définit la déformation conventionnelle, appelée « extension » et notée e, par
{\displaystyle e={\frac {\Delta l}{l_{0}}}}
où :
- l0 est la longueur initiale de la pièce, ou ici de la jauge ;
- Δl est la variation de la longueur sous charge, Δl = l – l0.

Cet allongement relatif est assimilé à la déformation vraie εI (« epsilon un ») ; on a en effet e ≈ εI pour les petites déformations.
Par ailleurs, le diamètre D de la pièce rétrécit, selon la loi :
{\displaystyle \varepsilon _{\mathrm {II} }=-\nu \,\varepsilon _{\mathrm {I} }}
avec :
- εII ≈ ΔD/D0 : déformation transverse ;
- ν : coefficient de Poisson.

La contrainte, quant à elle, est une force divisée par une surface, elle est donc homogène à une pression et exprimée en pascals (Pa) ou plus fréquemment, en raison des ordres de grandeur, en mégapascals (1 MPa = 106 Pa = 1 N/mm2). La contrainte est notée σ (« sigma ») :
{\displaystyle \sigma ={\frac {F}{S}}}
où :
- F est la force de traction ou de compression ;
- S est l'aire de la section droite.

Dans le cas d'une pièce en extension ou en compression, dans le domaine élastique, on a la loi de Hooke :
{\displaystyle \sigma =E\,\varepsilon _{\mathrm {I} }}
avec :
- σ : contrainte normale ;
- εI : déformation longitudinale ;
- E : module de Young, caractéristique du matériau pour des conditions de température et de pression données.

Pour les cas plus complexes, on ne peut pas se contenter de décrire la déformation par un scalaire ; on utilise six valeurs regroupées dans le tenseur des déformations (matrice 3×3 symétrique) :
{\displaystyle {\bar {\bar {\varepsilon }}}={\begin{pmatrix}\varepsilon _{xx}&\varepsilon _{xy}&\varepsilon _{xz}\\&\varepsilon _{yy}&\varepsilon _{yz}\\&&\varepsilon _{zz}\end{pmatrix}}}
On utilise parfois de manière alternative γij (i ≠ j) = 2 εij .
De même, pour décrire les forces internes au sein du matériau, il faut utiliser six valeurs regroupées dans le tenseur des contraintes :
{\displaystyle {\bar {\bar {\sigma }}}={\begin{pmatrix}\sigma _{xx}&\sigma _{xy}&\sigma _{xz}\\&\sigma _{yy}&\sigma _{yz}\\&&\sigma _{zz}\end{pmatrix}}}
les deux étant reliés, dans le domaine élastique, par la loi de Hooke généralisée :
{\displaystyle {\bar {\bar {\sigma }}}={\bar {\bar {\bar {\bar {\mathrm {C} }}}}}\cdot {\bar {\bar {\varepsilon }}}}
où {\displaystyle {\bar {\bar {\bar {\bar {\mathrm {C} }}}}}} est le tenseur des coefficients élastiques, contenant 36 coefficients. Dans le cas d'un matériau isotrope linéaire, on peut se contenter de deux coefficients, par exemple E et ν (voir plus loin la section Calcul des contraintes ).

## Exploitation des résultats

Rosette rectangulaire (à 45°).

Rosette équiangulaire (à 60°).

On associe en général trois jauges pour former une rosette. On a donc, au point considéré, la donnée de trois extensions ε1, ε2 et ε3, et l'on veut en déduire le tenseur des contraintes (symétrique) :
{\displaystyle [\sigma ]={\begin{pmatrix}\sigma _{xx}&\sigma _{xy}&\sigma _{xz}\\&\sigma _{yy}&\sigma _{yz}\\&&\sigma _{zz}\\\end{pmatrix}}}
On remarque immédiatement que les trois directions de la rosette sont sur un même plan, donc que l'on ne peut avoir accès qu'aux déformations dans ce plan. Par ailleurs, la jauge étant collée sur une surface libre, les contraintes normales à cette surface sont nulles.
Supposons que la surface libre soit le plan (x, y ), l'axe z étant normal à ce point. On est donc dans un état de contraintes planes dans le plan (x, y ), soit
{\displaystyle [\sigma ]={\begin{pmatrix}\sigma _{xx}&\sigma _{xy}&0\\&\sigma _{yy}&0\\&&0\\\end{pmatrix}}}.
Les axes des jauges de la rosette sont notés x1, x2 et x3, faisant respectivement un angle θ1, θ2 et θ3 avec l'axe x. La rosette indique trois extensions ε1, ε2 et ε3, que l'on peut relier au tenseur des déformations par :
{\displaystyle \left\{{\begin{aligned}\varepsilon _{1}=\ &\varepsilon _{xx}\cos ^{2}\theta _{1}+\varepsilon _{yy}\sin ^{2}\theta _{1}+\gamma _{xy}\sin \theta _{1}\cos \theta _{1}\\\varepsilon _{2}=\ &\varepsilon _{xx}\cos ^{2}\theta _{2}+\varepsilon _{yy}\sin ^{2}\theta _{2}+\gamma _{xy}\sin \theta _{2}\cos \theta _{2}\\\varepsilon _{3}=\ &\varepsilon _{xx}\cos ^{2}\theta _{3}+\varepsilon _{yy}\sin ^{2}\theta _{3}+\gamma _{xy}\sin \theta _{3}\cos \theta _{3}\\\end{aligned}}\right.}
où :
- εxx et εyy sont les extensions selon les axes x et y ;
- γxy est l'angle de glissement (variation de l'angle droit), γxy = 2εxy.

### Résolution du système d'équations
On utilise des valeurs conventionnelles pour les angles, ce qui simplifie les équations. Les rosettes dites « équiangulaires » ont des angles à 60 ou 120°. Si l'on pose θ1 = -60°, θ2 = 0 (alignée sur l'axe x) et θ3 = +60°, on a :
{\displaystyle \left\{{\begin{aligned}\varepsilon _{xx}=\ &\varepsilon _{2}\\\varepsilon _{yy}=\ &{\frac {1}{3}}(2\varepsilon _{1}+2\varepsilon _{3}-\varepsilon _{2})\\\gamma _{xy}=\ &{\frac {2}{\sqrt {3}}}(\varepsilon _{3}-\varepsilon _{1})\\\end{aligned}}\right.}
La première direction principale fait un angle θp avec l'axe des x, donné par :
{\displaystyle \tan(2\theta _{\mathrm {p} })={\frac {{\sqrt {3}}(\varepsilon _{3}-\varepsilon _{1})}{2\varepsilon _{2}-\varepsilon _{1}-\varepsilon _{3}}}}
Les rosettes dites « rectangulaires » ont des angles à 45°. Si l'on pose θ1 = 0 (alignée sur l'axe x), θ2 = 45° et θ3 = +90° (alignée sur l'axe y), on a :
{\displaystyle \left\{{\begin{aligned}\varepsilon _{xx}=\ &\varepsilon _{1}\\\varepsilon _{yy}=\ &\varepsilon _{3}\\\gamma _{xy}=\ &2\varepsilon _{2}-(\varepsilon _{1}+\varepsilon _{3})\\\end{aligned}}\right.}
La direction principale est déterminée ici par :
{\displaystyle \tan(2\theta _{\mathrm {p} })={\frac {2\varepsilon _{2}-(\varepsilon _{1}+\varepsilon _{3})}{\varepsilon _{1}-\varepsilon _{3}}}}
Dans le cas d'une rosette « rectangulaire », l'abscisse du centre du cercle de Mohr vaut
{\displaystyle C={\frac {\varepsilon _{xx}+\varepsilon _{yy}}{2}}}
et son rayon vaut
{\displaystyle R={\sqrt {\left({\frac {\varepsilon _{xx}-\varepsilon _{yy}}{2}}\right)^{2}+\left({\frac {\gamma _{xy}}{2}}\right)^{2}}}}
les déformations principales valent donc :
{\displaystyle \left\{{\begin{aligned}\varepsilon _{\mathrm {I} }=\ &C+R\\\varepsilon _{\mathrm {II} }=\ &C-R\\\end{aligned}}\right.}

### Tracé du cercle de Mohr

Cercle de Mohr pour une rosette à 60°.

Le cercle de Mohr des déformations fournit une solution graphique à ce problème. La rosette nous donne trois valeurs, ε1, ε2 et ε3 qui sont les abscisses de trois points du cercle. Pour tracer le cercle, il faut déterminer la position du centre ; à partir de là, on peut déterminer :
- l'angle de glissement γxy, qui est l'ordonnée du point situé à l'abscisse εxx = ε1 ou ε2 (selon la jauge qui est alignée avec l'axe des x) ;
- la première direction principale, grâce à l'angle 2θp que fait le point (εxx, ½γxy) avec l'axe horizontal.

Dans le cas d'une rosette équiangulaire (à 60 ou 120°), on sait que les points sont espacés de 120° sur le cercle, ils forment un triangle équilatéral. Donc, l'abscisse du centre du cercle est la moyenne des trois valeurs :
ε0 = 1⁄3(ε1 + ε2 + ε3).

Cercle de Mohr pour une rosette à 45°.

Dans le cas d'une rosette rectangulaire (à 45°), on sait que les points 1 et 3 sont diamétralement opposés sur le cercle. Donc, l'abscisse du centre du cercle est la moyenne des deux valeurs :
ε0 = 1⁄2(ε1 + ε3).
Dans les deux cas, les valeurs des déformations principales εI et εII sont données par l'intersection du cercle avec l'axe horizontal ε.

### Calcul des contraintes
Le calcul des contraintes fait intervenir la loi de Hooke généralisée.
Dans le cas d'un matériau isotrope, on a :
{\displaystyle \varepsilon _{zz}={\frac {\nu (\varepsilon _{xx}+\varepsilon _{yy})}{\nu -1}}}
(on est dans un état de contraintes planes, mais pas de déformations planes). Puis :
{\displaystyle \left\{{\begin{aligned}\sigma _{xx}=\ &{\frac {E}{1-\nu ^{2}}}(\varepsilon _{xx}+\nu \varepsilon _{yy})\\\sigma _{yy}=\ &{\frac {E}{1-\nu ^{2}}}(\varepsilon _{yy}+\nu \varepsilon _{xx})\\\tau _{xy}=\ &G\gamma _{xy}\\\end{aligned}}\right.}
avec
- E : module de Young ;
- ν : coefficient de Poisson ;
- G = E/[2(1 + ν)] : module de cisaillement ;

qui sont les coefficients d'élasticité du matériau.
Les directions principales des contraintes sont les mêmes que pour les déformations. On a :
{\displaystyle \varepsilon _{\mathrm {III} }={\frac {\nu (\varepsilon _{\mathrm {I} }+\varepsilon _{\mathrm {II} })}{\nu -1}}}
puis :
{\displaystyle \left\{{\begin{aligned}\sigma _{\mathrm {I} }=\ &{\frac {E}{(1+\nu )(1-2\nu )}}\left((1-\nu )\varepsilon _{\mathrm {I} }+\nu (\varepsilon _{\mathrm {II} }+\varepsilon _{\mathrm {III} })\right)\\\sigma _{\mathrm {II} }=\ &{\frac {E}{(1+\nu )(1-2\nu )}}\left((1-\nu )\varepsilon _{\mathrm {II} }+\nu (\varepsilon _{\mathrm {I} }+\varepsilon _{\mathrm {III} })\right)\\\sigma _{\mathrm {III} }=\ &0\\\end{aligned}}\right.}

## Mesure

### Piézorésistance
La piézorésistance est le changement de conductivité d'un matériau dû à une contrainte mécanique. Elle a été mise en évidence pour la première fois par Lord Kelvin en 1856.
La piézorésistance dans les semi-conducteurs a été découverte sur un cristal de silicium en 1954. 

#### Explication

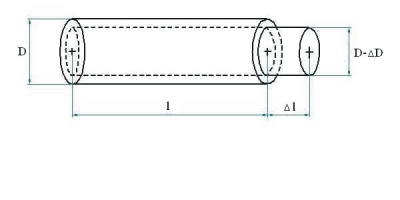

La résistance électrique d'une jauge cylindrique est donnée par :
{\displaystyle R=\rho {\frac {l}{A}}=\rho {\frac {4\cdot l}{D^{2}\cdot \pi }}}
avec :
- ρ, résistivité du conducteur ;
- {\displaystyle l} sa longueur ;
- A, l'aire de sa section ;
- D, le diamètre de la section.

Donc après déformation de la jauge, on obtient : 
{\displaystyle R_{0}+\Delta R=(\rho +\Delta \rho ){\frac {4\left(l+\Delta l\right)}{\left(D-\Delta D\right)^{2}\pi }}}.
On peut alors exprimer la variation relative de la résistance par : 
{\displaystyle {\frac {\Delta R}{R_{0}}}=k\cdot {\frac {\Delta L}{L_{0}}}=k\cdot \varepsilon _{l}}
avec :
- k, la sensibilité d'un appareil piézorésistant, dépend principalement du constituant de la jauge ;
- {\displaystyle \varepsilon _{l}\ ={\frac {\Delta l}{l}}} la variation relative de longueur ;
- R la résistance.

##### Piézorésistance des métaux
La piézorésistance d'un capteur métallique est due au changement de géométrie dû à la contrainte mécanique. Ce facteur géométrique du capteur se représente par la variable k :
{\displaystyle \ k=1+2\nu }
où {\displaystyle \nu } représente le coefficient de Poisson du matériau.
{\displaystyle \nu ={\frac {\mbox{contraction transversale unitaire}}{\mbox{allongement axial unitaire}}}}
Même si les variations sont relativement faibles, elles permettent d'utiliser ces capteurs (jauge de contrainte) sur une large gamme d'utilisation.

##### Piézorésistance dans les semi-conducteurs
La variable k d'un semi-conducteur peut-être cent fois supérieure à celle des métaux. Les semi-conducteurs généralement utilisés sont le germanium et le silicium (amorphe ou cristallisé).
Une contrainte appliquée sur du silicium va modifier sa conductivité pour deux raisons : sa variation géométrique mais aussi sur la conductibilité intrinsèque du matériau. Il en résulte une amplitude bien plus importante que pour des capteurs métalliques.

#### Piézorésistance des capteurs en silicium
La piézorésistance des semi-conducteurs a été utilisée avec un grand nombre de matériaux (germanium, silicium polycristalin ou amorphe, etc.). Le silicium étant aujourd'hui largement utilisé dans les circuits intégrés, l'utilisation des capteurs à base de silicium est largement répandue et permet une bonne intégration des jauges de contraintes avec les circuits bipolaires ou CMOS.
Cela a permis une grande gamme d'utilisation de la piézorésistance. Beaucoup d'appareils commerciaux comme les capteurs d'accélération utilisent des capteurs en silicium.

##### Piézorésistance ou piézorésistor
Les piézorésistances ou piézorésistors sont des résistances variables faites à partir d'un matériau piézorésistant et sont utilisées pour les jauges de contraintes, couplées avec un pont de Wheatstone.

### Application à la mesure
La mesure ne peut s'effectuer directement car les variations de conductivité de la jauge sont trop faibles pour être mesurées directement avec un ohmmètre. Il est nécessaire de faire un montage en pont de Wheatstone (voir figure à droite).
Soit un circuit constitué de quatre résistances R1, R2, R3, R4 montées en pont. On alimente par une source électromotrice Ve suivant la diagonale AC. À l'équilibre la tension de sortie entre B et D est nulle mais la variation d'une quelconque des résistances fait apparaître une tension VS.
Pour de très faibles variations (de l'ordre du microohm pour les jauges de contrainte), la sortie VS est proportionnelle aux variations relatives ΔR/R de chacune des résistances. En négligeant les termes d'ordres supérieurs, elle vaut :
{\displaystyle V_{\mathrm {S} }=V_{\mathrm {e} }{\frac {k}{(1+k)^{2}}}\left({\Delta R_{1} \over R_{1}}-{\Delta R_{2} \over R_{2}}+{\Delta R_{4} \over R_{4}}-{\Delta R_{3} \over R_{3}}\right)}.
Avec {\displaystyle k={\frac {R_{2}}{R_{1}}}}
Dans la pratique, ces résistances sont souvent d'autres jauges (une, deux ou quatre).
L'alternance des signes + et - caractérise la propriété fondamentale des ponts : deux résistances adjacentes agissent en sens opposé et deux résistances opposées agissent dans le même sens. On peut donc compenser les variations parasites (comme la température) et avoir une meilleure précision.
Un capteur à quatre jauges permet d'avoir encore une meilleure précision qu'un capteur à une jauge. Dans la pratique, le nombre de jauges est souvent dicté par la géométrie de la pièce.
On distingue trois montages différents selon le nombre de jauges mis en place.

### Montage

#### Montage en quart de pont
Dans le montage en quart de pont, on ne dispose que d'une jauge et trois résistances viennent en complément avec l'électronique associée. Ce montage est le plus simple et le moins cher mais présente de nombreux inconvénients : 
- la jauge étant éloignée des autres résistances, il faut prendre en compte la résistance induite par la longueur de câble ;
- la tension alimentant la jauge diminue de la somme des variations de tension rencontrées sur les câbles de liaison. À l’entrée de la jauge, elle est largement inférieure à celle qui sort de l’amplificateur. La sensibilité du capteur (qui varie proportionnellement à la tension d’alimentation) s’en trouve alors amoindrie ;
- la résistance du câblage ajoute également une atténuation du signal et donc une perte d'information. Par exemple, un câble de 100 m conduit à une variation de 10 %.

Des corrections sont indispensables à ce type de montage tel que l'étalonnage « shunt » du système de mesures.

#### Montage en demi-pont
Le montage demi-pont est couramment utilisé lorsque l'on souhaite faire des corrections en température sur matériaux à mesurer.
Il est aussi utilisé pour supprimer la composante de traction (ou compression) lors de mesures de flexion.

#### Montage en pont complet
Ce montage est un peu plus coûteux que les deux montages précédents, mais il permet de donner des valeurs plus précises (sensible aux faibles déformations), et évidemment il permet une meilleure correction de température et bien sûr une suppression plus complète des efforts qu'on veut éliminer.

## Constituants de la jauge
Selon son utilisation (environnement, précision…), différents matériaux peuvent être utilisés.

### Le corps d'épreuve
On peut installer des jauges de déformations sur la plupart des matériaux (métaux, céramiques, roches, bois, polymères, élastomères, etc. ). On dit qu'ils sont matériau ou corps d'épreuve, car ils subissent les déformations au cours de l'essais.
On aura de la difficulté à mesurer de la déformations sur un matériau très rigide, car le signal électrique obtenu sera de faible amplitude, il existe alors des moyens d'amplifier le signal. On recommande aussi d'éviter de sortir de la gamme de déformation élastique du matériau d'épreuve pour éviter tout risque de déformation permanente de la jauge et l'endommager alors.

### Le support
Le support fait le lien entre le corps d'épreuve et la pièce déformée. Il doit donc répondre à des caractéristiques bien spécifiques : déformation facile, bonne aptitude au collage et un coefficient de dilatation thermique relativement faible devant celui du corps d'épreuve .
On peut ici utiliser des résines renforcées époxyde ou des polyimides. Une étape de préparation de surface est nécessaire avant de procéder au collage. Celle-ci permet de maximiser l'accroche qu'aura la colle sur le matériau en augmentant les défauts de régularité sur la surface du matériau, ce dans le but d'éviter d'arracher la jauge par cisaillement lors de l'essai. 

### La colle
Elle réalise la liaison entre le support de la jauge et le corps d'épreuve. Elle a également le rôle d'isolant. La colle est choisie en fonction du support. Plusieurs types de colles sont utilisés, la colle époxy en fait partie.

### La grille résistive
La jauge résistante, appelée encore grille résistive, est faite d'un matériau bon conducteur ayant également une bonne résistance à la fatigue, une aptitude au soudage et une bonne tenue en température. 
On utilise les matériaux suivants :
- constantan (alliage 55 % Cu, 45 % Ni), couramment utilisé. Il supporte des températures de 200 °C ;
- Karma (alliage 74 % Ni, 20 % Cr, 3 % Cu, 3 % Fe), meilleure sensibilité et peut être utilisé jusqu'à 350 °C ;
- platine - tungstène (92 % Pt, 8 % W), plus cher mais présente une meilleure résistance à la fatigue. Il reste donc pour des utilisations spécifiques ;
- semi-conducteurs (silicium). Ils ont une sensibilité bien meilleure (50 à 100 fois plus) mais ont une moins bonne linéarité et sont plus sensibles aux variations de température.
- nanoparticules d'or. Ces jauges combinent un facteur de jauge important, une large plage de déformation et une faible consommation électrique en raison de leur forte impédance.

### La couche de protection
Afin de protéger la jauge des agressions potentielles, on peut recouvrir celle-ci d'une couche enveloppante. Cette couche peut être faite de résine, voir d'un film de métal afin de résister à des températures cryogéniques. 

## Effets parasites

### Température
D'une part, la dilatation différentielle entre jauge et support, d'autre part, les effets thermoélectriques liés à un écart de température entre deux points de raccordement (on peut éliminer ce problème en alimentant les jauges en alternatif).
Pour minimiser l'influence de la dilatation différentielle, on peut compenser le signal électrique en câblant sa jauge en configuration de double pont. Une jauge active, soumise à la déformation et aux variations de température, et une jauge passive soumise uniquement aux variations de température. 
En pratique, pour corriger les dérives de pente (sensibilité) en température, on place dans les deux branches d'alimentation une résistance en Nickel pur. Ces résistances vont modifier la tension d'alimentation aux bornes du pont de manière à compenser la dérive thermique.
La dérive du signal à vide est un autre phénomène lié à la température (sans contrainte mécanique sur le corps d'épreuve). Cette dérive est aléatoire et est intrinsèque au pont de jauges. La correction se fait sur une branche du pont (dépendant du sens de la dérive) par l'ajout d'un bobinage de cuivre (lui-même va occasionner une dérive contraire à celle des jauges).

### Hystérésis
Un capteur présente un phénomène d’hystérésis si l’information qu’il délivre est différente suivant que les mesures sont effectuées sous charge croissante ou décroissante. Cette source d’erreur est donc particulièrement gênante dans le cas de cycles de mesures avec montée et descente en charge répétées, ou en fonctionnement dynamique. L’hystérésis peut être positive ou négative. Contrairement à l’écart de linéarité, il n’est pas aussi simple de la compenser avec l’électronique de mesure. Il s’agit en effet d’une caractéristique liée aux matériaux constituant le corps d’épreuve et à la liaison corps d’épreuve-détecteur. Les aciers inoxydables, par exemple, présentent une hystérésis positive importante et des traitements thermiques sont nécessaires afin de limiter ce phénomène. On peut aussi contrôler la dureté des feuilles de constantan.

### Erreur de linéarité
Un capteur présente une erreur de linéarité lorsque la courbe force-signal capteur n'est pas une droite parfaite. L'erreur de linéarité d'un capteur de force dépend du design du capteur (par exemple, lorsque la force croît, la répartition des forces varie ce qui influence la linéarité), mais aussi du choix des jauges. L'erreur de linéarité est toujours à minimiser. En production de série, le capteur est calibré en passant par deux points : le zéro et la force nominale. En minimisant l'erreur de linéarité, cet étalonnage suffit. Si l'erreur de linéarité est importante, il est nécessaire de passer par plusieurs points intermédiaires d'étalonnages.

## Fonctionnement des capteurs de force à jauges
Un capteur de force est constitué de jauges de déformation identiques. Le principe étant de traduire en variation de résistance électrique la déformation du corps d’épreuve sur lequel elles sont collées.

### Principe de fonctionnement des jauges
Le fonctionnement des capteurs à jauges est fondé sur la variation de résistance électrique de la jauge proportionnellement à sa déformation. C’est le coefficient ou facteur de jauge k qui traduit cette proportionnalité, suivant la relation :
ΔR/R = kΔL/L
k est une constante qui dépend des matériaux considérés et de la température. Elle caractérise la sensibilité de la jauge.

### Le corps d’épreuve du capteur de force
Il existe différentes formes de capteurs à jauges :
- capteurs de force en « S » pour des mesures en traction / compression ;
- capteurs de force « pancake » pour des mesures en traction / compression ;
- pesons de compression standard ou miniature ;
- capteurs à moment constant ou à cisaillement utilisés pour des applications de pesage…

### Matériaux utilisés
- Aciers alliés.
- Aciers inoxydables utilisé en milieu corrosif.
- Alliages d’aluminium.

En fonction du choix du matériau et de la forme du capteur, la déformation mesurée sera importante et l’amplitude du signal de sortie élevé. 

### Effets parasites
Les variations de température. Elles entraînent deux conséquences majeures : la dilatation des matériaux et une variation de résistance des jauges.

### Dérive thermique du zéro
En l’absence de contrainte, la résistance augmente avec la température. Le signal même très proche de zéro, n’est pas nul. Cette dérive est aléatoire et est intrinsèque au pont de jauges.

### Effet thermique sur la sensibilité
L’élasticité du corps d’épreuve ainsi que le coefficient de jauge (k) dépendent de la température. Cela implique une variation de la sensibilité.

### Fluage
Il s’agit de la déformation du corps d’épreuve soumis à une force constante dans le temps.

### Hystérésis
Un capteur de force présente un phénomène d’hystérésis si l’information qu’il délivre est différente suivant que les mesures sont effectuées en traction ou en compression.
Un capteur de force présente un phénomène d’hystérésis si l’information qu’il délivre est différente en charge croissante et en charge décroissante.

### Écart de linéarité
L’information délivrée en sortie n’est pas toujours proportionnelle à la valeur d’entrée. Un capteur présente une erreur de linéarité lorsque la courbe force / signal du capteur n'est pas une droite parfaite.

## Applications
Différents types de capteurs utilisés dans le pesage :
- capteur de flexion : de 3 à 500 kg. Précision jusqu’à 6 000 échelons en métrologie légale. Ce capteur offre une grande précision mais la force appliquée doit être verticale.

Les autres types de capteurs admettent des appuis latéraux.
- Capteur à point d’appui central : de 3 kg à 500 kg. Précision : 3 000 échelons. Utilisés sur des balances de faible à moyenne portée. Le constructeur spécifie l’excentration maximale de la charge possible.
- Capteur de cisaillement : souvent associés par 4, utilisés pour des bascules de moyenne à grande portée de 300 kg à 20 t. 3 000 échelons.
- Capteur de traction : ce sont des capteurs cisaillement, conçus pour des montages en suspension ou crochets. 3 000 échelons.
- Capteur de compression : associés par 4, 6, 8 ou plus pour des ponts-bascules ou pesage de silos de grande capacité. 3 000 échelons.

Les capteurs sont alimentés le plus souvent par du courant continu sous une tension de 5 ou 10 V. Leur sensibilité est en général de 2 mV/V, ce qui signifie qu’un capteur chargé à 100 % et alimenté en 10 V délivrera un signal de 20 mV.

Ils peuvent être associés par un montage en parallèle dans une boite de raccordement. Chaque capteur délivre un signal très légèrement différent : par exemple de 1,998 mV/V ou 2,001 mV/V. Dans la boîte de raccordement, sur la branche de l’alimentation + est inséré en série un potentiomètre de résistance faible (5 à 10 Ω) qui sert à ajuster avec précision la tension de sortie. Ceci permet de régler l’excentration du montage.

Tous les capteurs ont une ou plusieurs résistances de compensation en température.

Matière : en aluminium pour les petites balances. En acier inoxydable dans les environnements humides (industrie alimentaire) ou particuliers (nucléaire, pharmacie) ou en extérieur (pesage de cuves, silos, ponts-bascules).

Protection : variable selon l’environnement, certains capteurs inox offrent un indice de protection IP68.

Les capteurs doivent être fixés sur une surface métallique (charpente en acier) ou un environnement de pièces métalliques scellées dans le sol (ponts-bascules, silos).

Les capteurs sont vulnérables aux surcharges mais surtout aux chocs qui peuvent endommager la qualité du collage des jauges de contrainte sur le corps d’épreuve. Les dommages sont irréversibles. On les protège avec des dispositifs limiteurs de jeu pour les surcharges, tels que des butées réglables. Les amortisseurs ou silentblocs absorbent les chocs. Dans les pesages de cuves, certains environnements limitent les déplacements horizontaux.
Les capteurs numériques, utilisés sur les ponts-bascules, comprennent une carte de numérisation qui convertit le signal analogique en signal numérique transmis par un bus de terrain propriétaire (spécifique au constructeur) ou au standard de certains bus de terrain (CAN). Ils sont alimentés en général en 24 V. Ils permettent une maintenance simplifiée et offrent la possibilité de contrôler par exemple sur un pont ferroviaire la charge de chaque capteur et d’indiquer la répartition des charges à gauche et à droite.
Les jauges de déformation sont utilisées pour les balances électroniques et sur le minimanche fixe du F-16,.